# Клепиш, Якуб
Я́куб Кле́пиш (чеш. Jakub Klepiš; 5 июня 1984, Прага, Чехословакия) — чешский хоккеист, центральный и левый нападающий. Чемпион мира 2010.

## Биография
Воспитанник клуба «Славия Прага».
В 2002 году задрафтован клубом НХЛ «Оттава Сенаторз» в 1-м раунде под № 16.
Выступал за клубы «Портленд Уинтерхокс» (ЗХЛ, 2001/02), «Славия Прага» (2002/03, 2003/04, 2007/08), «Портленд Пайретс» (АХЛ, 2004/05), «Херши Беарс» (АХЛ, 2005/06 — 2007/08), «Вашингтон Кэпиталз» (НХЛ, 2005/06, 2006/07), «Авангард» (2008/09, 2009/10), «Салават Юлаев» (2010/11), «Динамо Москва» (2011/2012), «Лев Прага» (2011/2012), «Ферьестад» (2014), «Оцеларжи Тршинец» (2014/2015), «Млада Болеслав» (2015/16 - 2019/20), «Комета Брно» (2020/2021), с сезона 2021/2022 играет за клуб «Били Тигржи Либерец».
За сборную Чехии сыграл 98 матчей, забросил 25 шайб, сделал 27 передач, набрал 48 минут штрафа.
Всего за карьеру (2002-2021 годы) сыграл за сборную и клубы 1244 матча, забросил 265 шайб, сделал 398 передач, набрал 927 минут штрафа.

## Достижения
- Чемпион Чехии 2003 и 2008.
- Серебряный призер чемпионата Чехии 2004 и 2015
- Лучший бомбардир (17 очков) и снайпер (10 шайб) плей-офф чемпионата Чехии 2008
- Бронзовый призёр юниорского чемпионата мира (до 18 лет) 2002. Участник чемпионатов мира среди юниоров 2003 и 2004. Всего за юниорскую сборную Чехии 21 матч, 3 шайбы, 14 передач, 16 минут штрафа.
- Участник чемпионатов мира 2008, 2009, 2010, 2014 и 2015 в составе сборной Чехии (35 матчей, 6 шайб, 13 передач, 10 минут штрафа).
- Чемпион мира 2010. Автор шайбы в финале со сборной России уже на 1-й минуте матча.
- Чемпион России и обладатель Кубка Гагарина в сезоне 2010/2011 в составе ХК «Салават Юлаев» (Уфа).
- Чемпион России и обладатель Кубка Гагарина в сезоне 2011/2012 в составе московского «Динамо». Автор победного гола в седьмой, решающей встрече финала.
- Участник матча звёзд КХЛ (2009, 2014).
- Обладатель Кубка Колдера 2006.

## Статистика
```
                                            --- Regular Season ---  ---- Playoffs ----
Season   Team                        Lge    GP    G    A  Pts  PIM  GP   G   A Pts PIM
--------------------------------------------------------------------------------------
2002-03	 HC Slavia Praha             ELH    38	  2    6    8	22   4   0   0  0   6
2003-04	 HC Slavia Praha             ELH    44	  4    9   13	43  17	 5   3	8  10
2004-05	 Portland Pirates            AHL    78	 13   14   27	76
2005-06	 Washington Capitals         NHL    25	  1    3    4	 8
2005-06	 Hershey Bears               AHL    54	 11   20   31	49  15	 2   6  8   4
2006-07	 Washington Capitals         NHL    41	  3    7   10	28
2006-07	 Hershey Bears               AHL    31	  6   26   32	24  19	 7   7 14  14
2007-08	 Hershey Bears               AHL    19	  5    6   11	 9
2007-08	 HC Slavia Praha             ELH    24	  5    7   12	22  19	10   7 17  24
2008-09	 Авангард (Омск)             КХЛ    55	 18   17   35	51   9	 2   4	6   0
2009-10	 Авангард (Омск)             KХЛ    56	 10   12   22	50   3	 0   2	2   2
2010-11	 Салават Юлаев (Уфа)         KХЛ    49	 14   12   26	16  16	 1   4	5   4
2011-12	 Салават Юлаев (Уфа)         KХЛ    15	  3    2    5	 8
2011-12	 ХК Динамо (Москва)          KХЛ    29	  4    5    9	14  14	 5   1	6   6
2012-13  Лев (Прага)                 КХЛ    45   20   18   38   24   4   0   0  0   0
2013-14  Лев (Прага)                 КХЛ    38    8    9   17   22   4   1   0  1   4
2014-15  Ферьестад (Карлстад)        CHL     6    1    3    4   10
2014-15  Ферьестад (Карлстад)        SHL    21    6    5   11   18
2014-15  Оцеларжи (Тршинец)          ELH    17    7   14   21   22  18   4   5  9   4
2015-16  Оцеларжи (Тршинец)          CHL     4    1    4    5    4
2015-16  Оцеларжи (Тршинец)          ELH    23    1   11   12   12
2015-16  Млада Болеслав              ELH    23    5   12   17   20  10   4   0  4  22
2016-17  Млада Болеслав              CHL     4    0    3    3    8
2016-17  Млада Болеслав              ELH    47    7   16   23   34   5   1   3  4  16
2017-18  Млада Болеслав              ELH    47   13   19   32   26   5   3   2  5  34
2018-19  Млада Болеслав              ELH    38   11   21   32   26  10   2   2  4   8
2019-20  Млада Болеслав              ELH    46    7   23   30   26
2020-21  Комета (Брно)               ELH    48   10   20   30   22   9   2   1  3   2
--------------------------------------------------------------------------------------
         КХЛ Total                         287   73   75  148  210  50   8  11 19  16
         NХЛ Total                          66    4   10   14   36  
         AХЛ Total                         182   35   66  101  158  34   9  13 22  18
         ELH Total                         395   72  158  230  275  97  31  23 54 126
         SHL Total                          21    6    5   11   18  
         CHL Total                          14    2   10   12   22
             Total                         965  192  324  516  719 181  48  47 95 160

```